# Палуй, Борис Владимирович
Борис Владимирович Палу́й (1927—2003) — советский и российский архитектор, заслуженный архитектор РФ.

## Биография

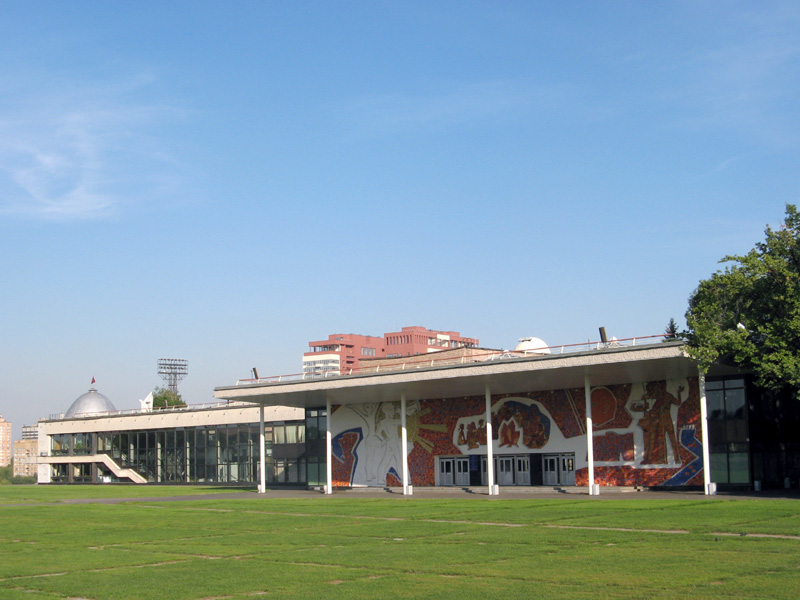
Московский дворец пионеров

Родился 26 мая 1927 года в Ростове-на-Дону, в семье Владимира Мееровича Палуя. Дед, Меер Зальманович Палуй, владел в Ростове-на-Дону фабрикой по производству проволочных сеток для кроватей, семья жила на Улице Никольской, № 132.
В 1951 году окончил МАРХИ, где учился у Б. С. Мезенцева. Работал в СССР и за рубежом.
В 1951—1962 годах работал архитектором в мастерских № 13 и № 21 Моспроекта. В 1962—1968 годах — главный архитектор проектов мастерской № 3 Моспроекта-2. В 1968—2001 годах — руководитель мастерской № 8 Моспроекта-2.
Под руководством Б. С. Мезенцева участвовал в проектировании и строительстве Юго-Западного района Москвы (1951—1958), занимался реконструкцией Садового кольца, строил комплекс санаториев Совета министров СССР в Крыму. В 1958-1962 годах в составе группы архитекторов занимался проектированием и строительством Московского дворца пионеров, за что был удостоен Государственной премии РСФСР. В 1964 году возглавил группу специалистов, занимавшихся реставрацией Большого Кремлёвского дворца и других объектов Московского Кремля.
Среди других его работ жилые районы в Химках-Ховрине и в Люберцах, новый корпус Института иностранных языков им. Мориса Тореза, комплекс посольства Народной Республики Болгарии (совместно с болгарскими архитекторами). Также некоторые его здания построены на Мясницкой улице, в частности, Вычислительный центр КГБ (1987) с Государственным музеем В. В. Маяковского, возле которого установлен скульптурный портрет Маяковского (скульптор Ю. Г. Орехов, архитектор Б. В. Палуй).
Среди работ Б. В. Палуя за рубежом — посольство СССР в республике Мали (город Бамако), генеральные консульства СССР в Иране (горд Решт) и в Японии (город Осака).
Увлекался графикой и живописью. Принимал участие в художественных выставках Моспроекта-2.
Избирался членом местного комитета и партийного бюро Моспроекта-2. Состоял в секции общественных зданий и сооружений Московского отделения Союза архитекторов.
Умер в 2003 году в Москве. Похоронен на Митинском кладбище.

## Семья
Двоюродный брат — Дориан Моисеевич Палуй (1923—2001), художник, график, плакатист, заслуженный художник РСФСР.

## Признание
- заслуженный архитектор РФ
- Государственная премия РСФСР в области архитектуры (1967) — за архитектуру Московского дворца пионеров[3]
- Премия Совета Министров СССР (1976) — за комплекс санаториев Совета министров СССР в Крыму[3]
- Почётный строитель Москвы (2001)[6]
- Орден «Знак Почёта» (1975) — за работу по реконструкции и реставрации Большого Кремлёвского дворца[3][7]